# IC 2569
IC 2569 је елиптична галаксија у сазвјежђу Лав која се налази на листи објеката дубоког неба у Индекс каталогу.
Деклинација објекта је + 24° 36' 25" а ректасцензија 10h 22m 53,5s. Привидна величина (магнитуда) објекта IC 2569 износи 14,4 а фотографска магнитуда 15,4. IC 2569 је још познат и под ознакама NPM1G +24.0205, PGC 1711559.